# Doraemon: Nobita no Taiyô'ô densetsu
Doraemon: Nobita no Taiyô'ô densetsu (prt Doraemon e o Império Maia) é um filme japonês de anime de 2000, dirigido por Tsutomu Shibayama. 
Lançado dia 4 de março de 2000 nos cinemas japoneses, é o 21.º filme baseado na franquia Doraemon criada por Fujiko Fujio.

## Enredo
Doraemon e os seus amigos viajam ao coração do Império Maia para uma aventura exótica e emocionante.
Enquanto ensaiam uma peça de teatro para um trabalho escolar, Nobita e Doraemon viajam no tempo e vão parar ao País de Mayana. E ali conhecem o príncipe Thio, um menino que é um grande personagem. Mas o mais surpreendente é que Nobita e Thio são tão iguais como duas gotas de água!
E assim eles irão trocar de identidades, para lutar contra as forças do mal, às ordens da bruxa que aterroriza Mayana. A valentia de Nobita, a ajuda de todos os membros do grupo e os extraordinários objectos do bolso mágico de Doraemon serão fundamentais no confronto final como a bruxa e os seus monstros gigantes.

## Elenco

### Dublagem Japonesa
- Doraemon - Nobuyo Ōyama (大山のぶ代)
- Nobita Nobi - Noriko Ohara (小原乃梨子)
- Shizuka Minamoto - Michiko Nomura (野村道子)
- Suneo Honekawa - Kaneta Kimotsuki (肝付兼太)
- Gian - Kazuya Tatekabe (たてかべ和也)

## Distribuição
O filme foi exibido pela primeira vez nos cinemas japoneses dia 4 de março de 2000.
Este filme chegou a Portugal através de DVD distribuído pela LUK Internacional com dobragem portuguesa.